# (4424) Архипова
(4424) Архипова (лат. Arkhipova) — типичный астероид главного пояса, открыт 16 февраля 1967 года советским астрономом Тамарой Смирновой в Крымской астрофизической обсерватории и 17 марта 1995 года назван в честь советской и российской оперной и камерной певицы Ирины Архиповой.

## Обнаружение и именование
(4424) Архипова
Открыт 16 февраля 1967 года в Научном Т. М. Смирновой.
Назван в честь выдающейся представительницы русской вокальной школы Ирины Константиновны Архиповой (р. 1925). Более 30 лет она была солисткой Большого театра и пела во многих известных оперных театрах по всему миру. В 1995 году состоится празднование её карьеры. Будучи профессором Московской консерватории, она воспитала целую плеяду выдающихся певцов. Архипова — видный общественный деятель, создавший специальный благотворительный фонд. С 1967 года она была главным судьей конкурса имени М. И. Глинки и несколько раз возглавляла международное жюри вокального конкурса имени П. И. Чайковского. Название предложено Институтом теоретической астрономии.
Оригинальный текст (англ.)4424 Arkhipova
Discovered 1967-02-16 by Smirnova, T. M. at Nauchnyj.
Named in honor of Irina Konstantinovna Arkhipova (b. 1925), an outstanding representative of the Russian vocal school. For more than 30 years she was a soloist at the Bol'shoj Theatre and sang in many well-known opera houses around the world. In 1995 there will be a celebration of her career. A professor at the Moscow Conservatoire, she educated a constellation of outstanding singers. Arkhipova is an eminent public figure who established a special charitable fund. Since 1967 she has been chief judge of the M. I. Glinka competition, and on several occasions she chaired the international jury for the P. I. Chajkovskij (Tchaikovsky) vocal competition. Name proposed by the Institute of Theoretical Astronomy.
Источники: DISCOVERY.DB; M.P.C. 24916.

## Орбита

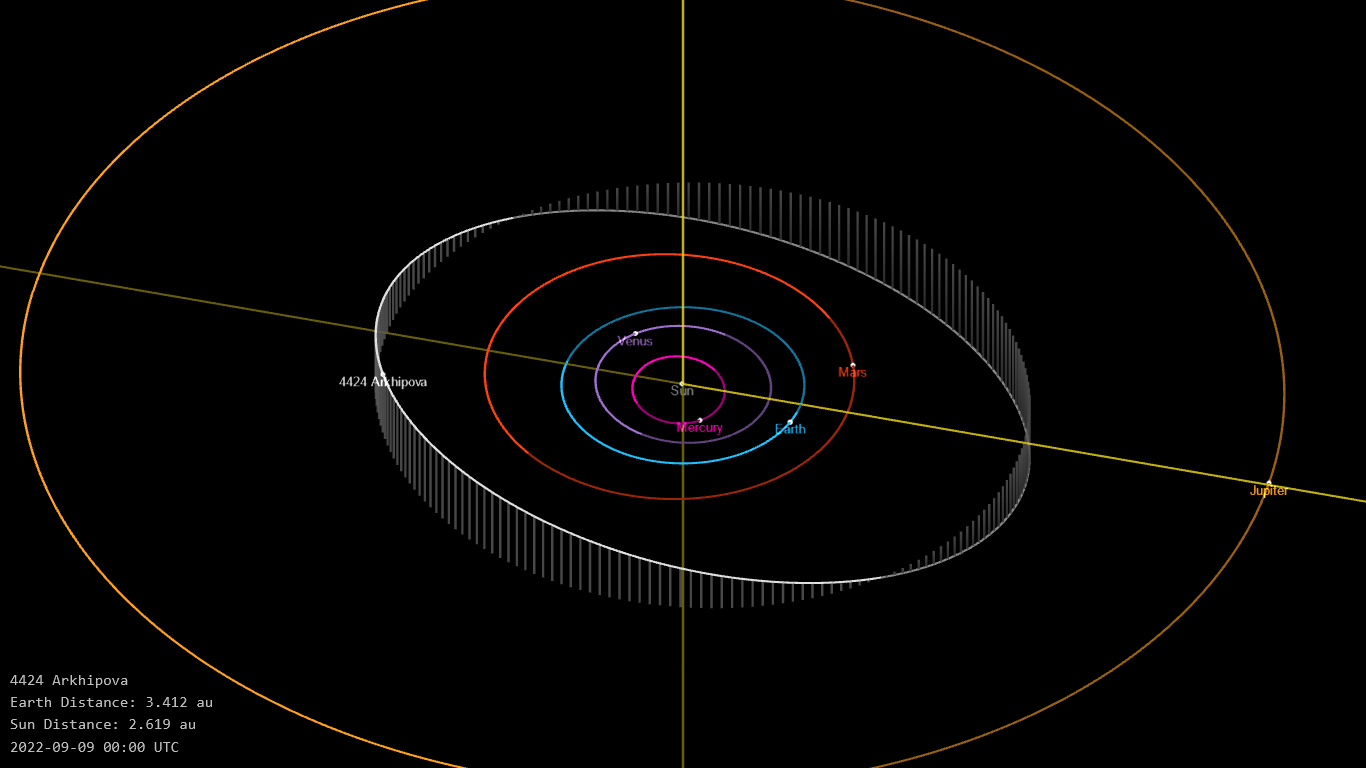
Орбита астероида Архипова и его положение в Солнечной системе

## Физические характеристики
Из результатов второго этапа спектроскопической съёмки малых астероидов главного пояса (Small Main-belt Asteroid Spectroscopic Survey, SMASSII) следует, что астероид относится к таксономическому классу Xk, что согласуется с результатами миссии Gaia — класс Xk (BDM).
По результатам наблюдений в инфракрасном диапазоне орбитальной обсерватории IRAS и спутника Akari и наблюдений в видимом и ближнем инфракрасном диапазоне космического телескопа NEOWISE диаметр астероида сначала оценивался равным 25,01±2,4 км, позже — 24,678±0,133 км, 23,29±0,44 км, 26,98±0,35 км, 19,66±6,85 км, 24,019±0,266 км и 23,66±7,40 км. Согласно тем же источникам альбедо оценивается как 0,0709±0,016, 0,0729±0,0106, 0,088±0,004, 0,056±0,009, 0,09±0,05, 0,079±0,011 и 0,052±0,038.